# Callimetopoides albomaculatus
Callimetopoides albomaculatus – gatunek chrząszcza z rodziny kózkowatych i podrodziny zgrzypikowych. Jedyny przedstawiciel rodzaju Callimetopoides.

## Zasięg występowania
Gatunek ten występuje na Sri Lance.